# Гладковка (Херсонская область)
Гладковка (укр. Гладківка) — село в Голопристанской городской общине Скадовского района Херсонской области Украины. В 2022 году, во время вторжения России на Украину, село было захвачено. На данный момент находится под оккупацией ВС РФ.
Население по переписи 2001 года составляло 2912 человек. Почтовый индекс — 75633. Телефонный код — 5539. Код КОАТУУ — 6522382001.

## История
В 1946 году указом ПВС УССР село Келегей переименовано в Гладковку.

## Археология
Погребение высшей знати в Келегеях датируется VII веком. Опираясь на наличие костей коня, а также слоя угля над предметами в Келегеях, А. К. Тахтай считал этот комплекс воинским погребением.

## Местный совет
75633, Херсонская обл., Голопристанский р-н, с. Гладковка, ул. Ленина

## Известные люди Гладковки
В селе жили и работали Герои Социалистического Труда Михаил Павлович Присяжный (1933—2009) и Надежда Александровна Шмагель (1914—1985).
Уроженцем села был украинский историк, специалист по истории крымских татар Виктор Юрьевич Ганкевич (1968—2014).